# Helicteres prostrata
Helicteres prostrata là một loài thực vật có hoa trong họ Cẩm quỳ. Loài này được S.Y. Liu mô tả khoa học đầu tiên năm 1999.